# Джиноза
Джиноза (итал. Ginosa) — коммуна в Италии, располагается в регионе Апулия, в провинции Таранто.
Население составляет 22 421 человек (2008 г.), плотность населения составляет 118 чел./км². Занимает площадь 187 км². Почтовый индекс — 74013. Телефонный код — 099.
Покровителями коммуны почитаются Пресвятая Богородица (Maria SS.del Rosario), празднование в первое воскресение октября, и святые врачи безмездные, бессребреники Косма и Дамиан ( SS. Medici Cosma e Damiano), празднование в предшествующую субботу.

## Демография
Динамика населения:

## Администрация коммуны
- Официальный сайт: http://www.comune.ginosa.ta.it